# 해군 항공창 N3N

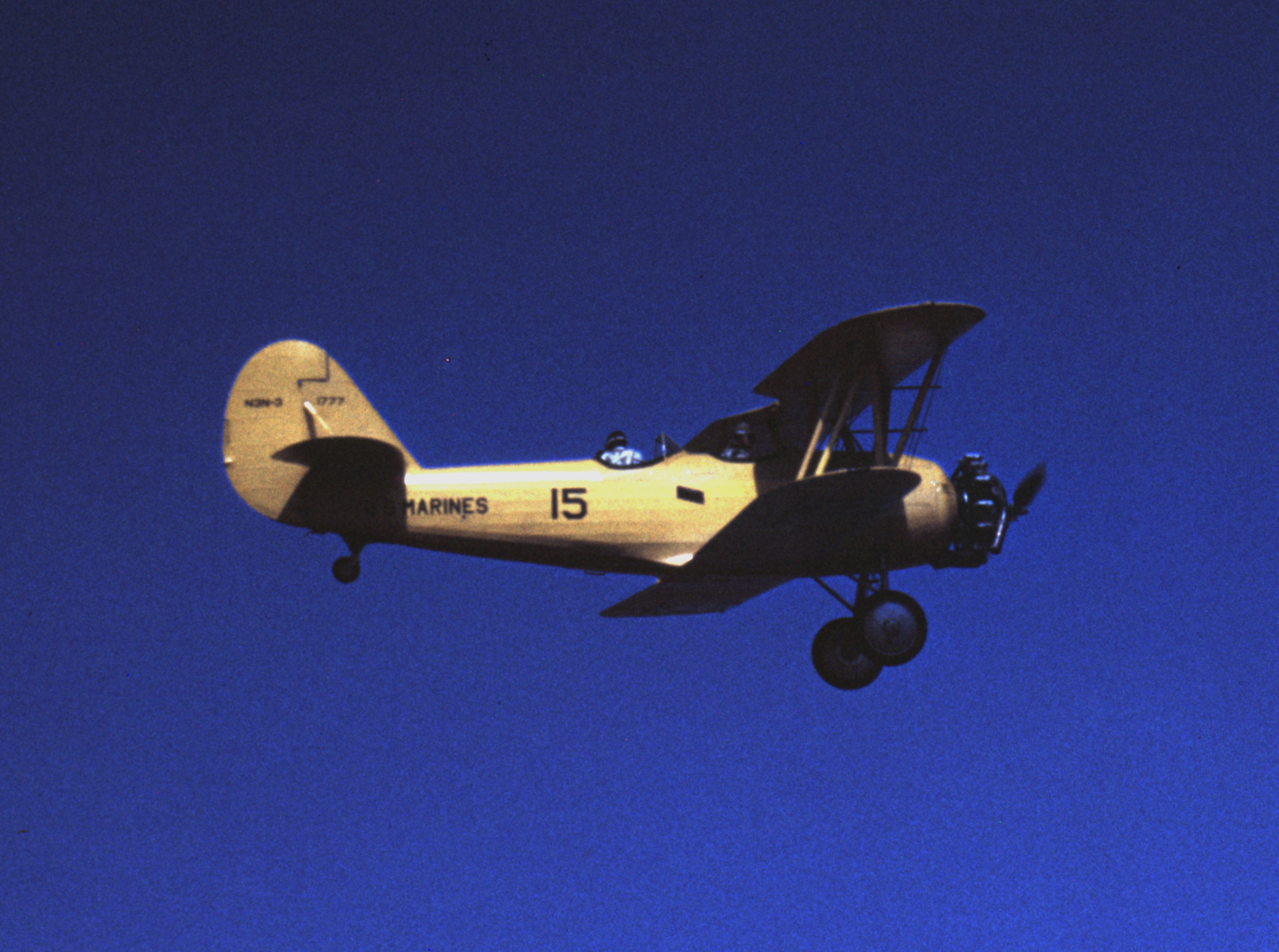
패리스섬 상공의 미국 해병대 N3N-3 (!942년)

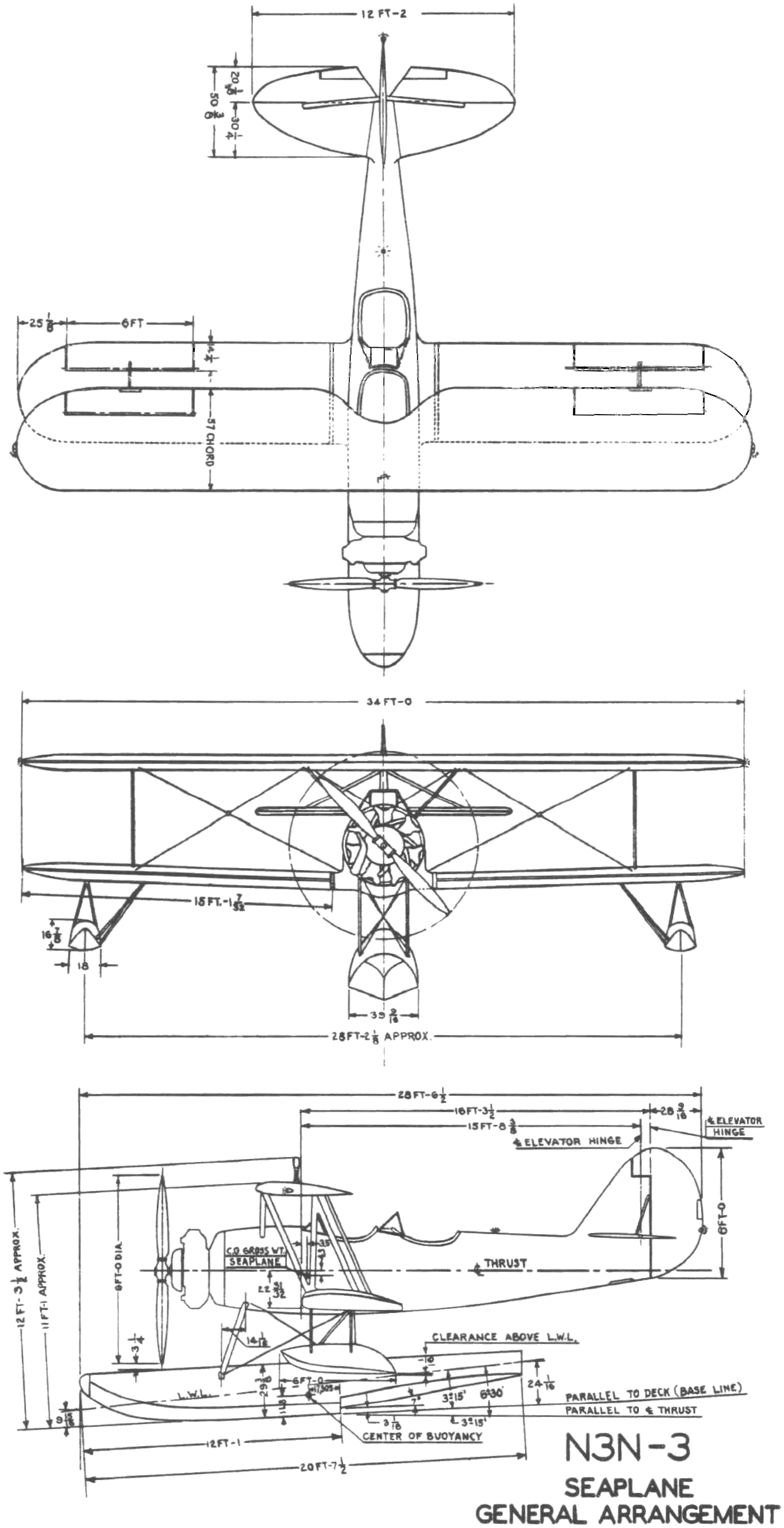
Naval Aircraft Factory N3N

해군 항공창 N3N(Naval Aircraft Factory N3N)은 미국의 탠덤 시트, 오픈 콕핏(열린 조종석)이 있는 복엽기의 하나로, 1930년대 동안 미국 펜실베이니아주 필라델피아의 해군 항공창(NAF)에 의해 제조되었다.

## 종류
XN3N-1
최초의 프로토타입 항공기. (Bureau of Aeronautics number 9991.)
N3N-1
2좌석 쌍엽기. 220-hp (164-kW) 라이트 J-5 피스톤 엔진 사용. 179대 제조.
XN3N-2
1대의 프로토타입만. (Bureau number 0265) 240-hp (179-kW) 라이트 R-760-96 피스톤 엔진 사용.
XN3N-3
1대의 N3N-1 (0020)가 대시 스리(dash three) 프로토타입으로 변환됨.
N3N-3
2좌석 쌍엽기. 235-hp (175-kW) 라이트 R-760-2 훨윈드 7 피스톤 엔진 사용. 816대 제조.

## 운용 국가
미국
- 미국 해안경비대
- 미국 해병대
- 미국 해군

 파라과이
- 파라과이 해군 항공 (무기 대여 프로그램에 따라 2대의 N3N-3를 수령함)